# Yeha
Yeha (ge'ez: ይሐ yiḥa, antico  ḤW) è una città situata in Etiopia settentrionale, vicina la città di Adua nella regione dei Tigrè al confine con L'Eritrea. 

## Monumenti e luoghi d'interesse

### Architetture religiose
- Monastero etiope ortodosso, fondato secondo la tradizione da Abba Aftse, uno dei Nove santi. Nella sua descrizione dell'Etiopia, Francisco Álvares cita una visita a questa città nel 1520 (che egli chiama "Abbafaçem"), e fornisce la descrizione di un'antica torre, del monastero, e della chiesa locale[2].

### Siti archeologici
- Grande tempio di Yeha, la più antica struttura tuttora esistente dell'Etiopia è il Grande tempio di Yeha. Si tratta dei resti di un tempio, datato al VI secolo a.C., la più antica costruzione esistente in Etiopia, considerato dagli etiopi un luogo sacro, simbolo dell'orgoglio e dell'identità culturale nazionale.[3][4].